# World Study Brazil Network
A World Study Brazil Network & Educação Intercultural Ltda. é uma empresa de educação voltada ao intercâmbio cultural fundada por ex-intercambistas em 1998. Está presente em todo o Brasil com 16 escritórios.
Atualmente conta com programas de estudo e trabalho em países como Estados Unidos, Canadá, Inglaterra, França, Irlanda, China, África do Sul.

## História
A World Study nasceu em 1998, a partir da união de alguns amigos, todos especialistas no tema intercâmbio cultural. Com o passar dos anos conseguiu expandir seus ponto de venda por todo o Brasil.

## Missão
Ser uma organização de educação intercultural comprometida com a qualificação do profissional para o mercado do século XXI e a satisfação e crescimento de seus colaboradores, a fim de promover o desenvolvimento cultural, acadêmico e social do ser humano e das sociedades e contribuir para o estabelecimento da paz entre os povos.

## Abrangência geográfica
A World Study possui 17 escritórios que dividem a demanda criada por estudantes do Brasil e exterior.
As cidades com sedes próprias são: Belém, Manaus, Brasília, Vitória, Belo Horizonte, Recife, Curitiba, Londrina, Duque de Caxias, Niterói, Rio de Janeiro, Caxias do Sul, Porto Alegre, Blumenau, Florianópolis, Presidente Prudente e São Paulo.

## Serviços
Os serviços oferecidos pela empresa incluem os conhecidos programas de Au Pair (promovendo, inclusive concursos periódicos cujo prêmio geralmente consiste em uma bolsa integral para o programa) , High School (que também conta com concursos premiados com bolsas de estudo e Trabalho (chamado TRUE - Trabalho Remunerado para Estudantes Universitários) além de programas que seguem tendências de mercado e as necessidades do público da área como por exemplo o programa Q ou TRUE Cultural.
Por volta de Novembro de 2006 a World Study lançou junto com parceiros espalhados pelo Brasil um clube de vantagens batizado de World Club. Afiliando-se ao serviço os estudantes têm direito a uma série de vantagens junto aos parceiros da marca, como descontos em produtos e promoções exclusivas.

## Marketing
O Slogan adotado pela empresa foi o seguinte: Aqui você aprende vivendo. Ele busca sintetizar os valores educacionais que a World Study procura passar em tudo o que faz.
Sua logomarca foi inspirado na Pangeia.
A empresa foi reconhecida como a instituição mais lembrada entre os estudantes do Paraná, recebendo o Prêmio Top of Mind Universitário 2007.

## Projetos sociais
Desde 1995 mantém o Projeto Brasil Futuro que visa a democratizar a educação através da distribuição de bolsas de estudo para o exterior. Os números atuais batem o de 300 pessoas que já foram beneficiadas com este trabalho. As bolsas variam entre períodos de um mês até um ano em diversos programas da instituição.
Os diversos escritórios da rede realizam ações beneficentes periódicas. Nesses casos, o foco costuma ser a as regiões de atendimento como foi o caso do escritório de Curitiba em 2005 que entregou aproximadamente 215 quilos de alimentos à duas instituições.

## Certificações
Diversas organizações fiscalizadoras do segmento referendam a World Study entre elas estão: ALTO – Association of Language and Travel Organization, Belta - Brazilian Educational & Language Travel Association, WYSE - Work Abroad Association, FIYTO - Federation of International Youth Travel Organisations e IAPA - International Au Pair Association.

### Oficiais
- «World Study»
- «Hotsite do TRUE - Trabalho Remunerado para Estudantes Universitários»

### Empresas regulamentadoras
- «Belta» (em inglês)
- «WYSE» (em inglês)
- «FIYTO» (em inglês)
- «IAPA» (em inglês)
- «ALTO» (em inglês)